# 함덕해수욕장

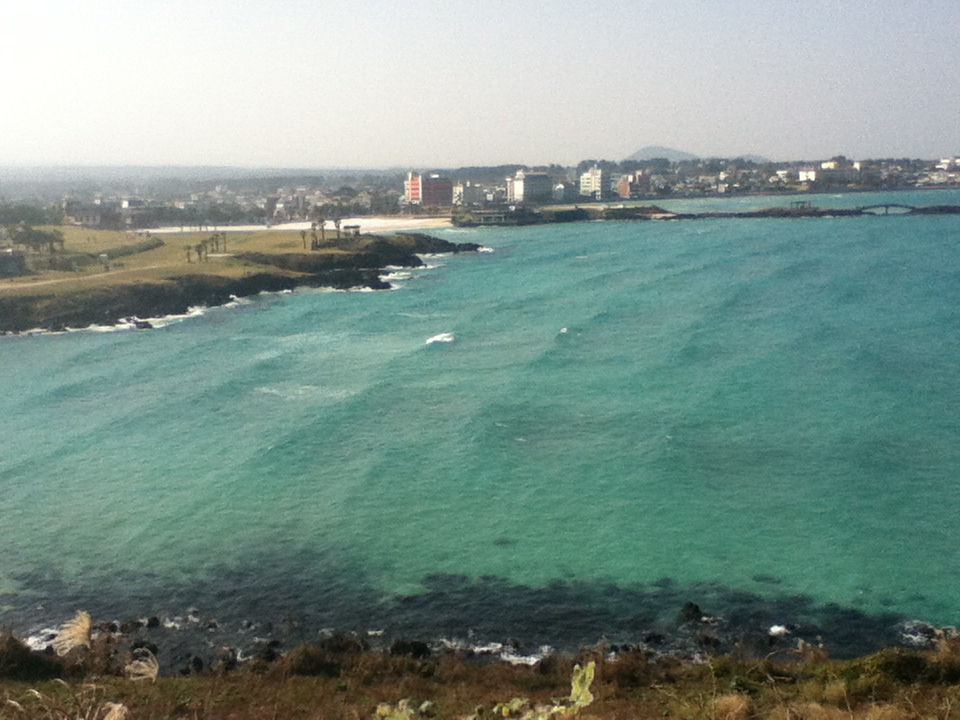
함덕서우봉해변

함덕해수욕장은 제주특별자치도 제주시 조천읍 함덕리에 있는 해변이다. 바로 옆에 위치한 서우봉 때문에 함덕서우봉해변이라고도 불린다.